# Boki
Boki è una delle diciotto aree a governo locale (local government areas) in cui è suddiviso lo stato di Cross River, nella Repubblica Federale della Nigeria.
Si estende su una superficie di 2.771 chilometri quadrati e conta una popolazione di 186.611 abitanti.